# Obodryci

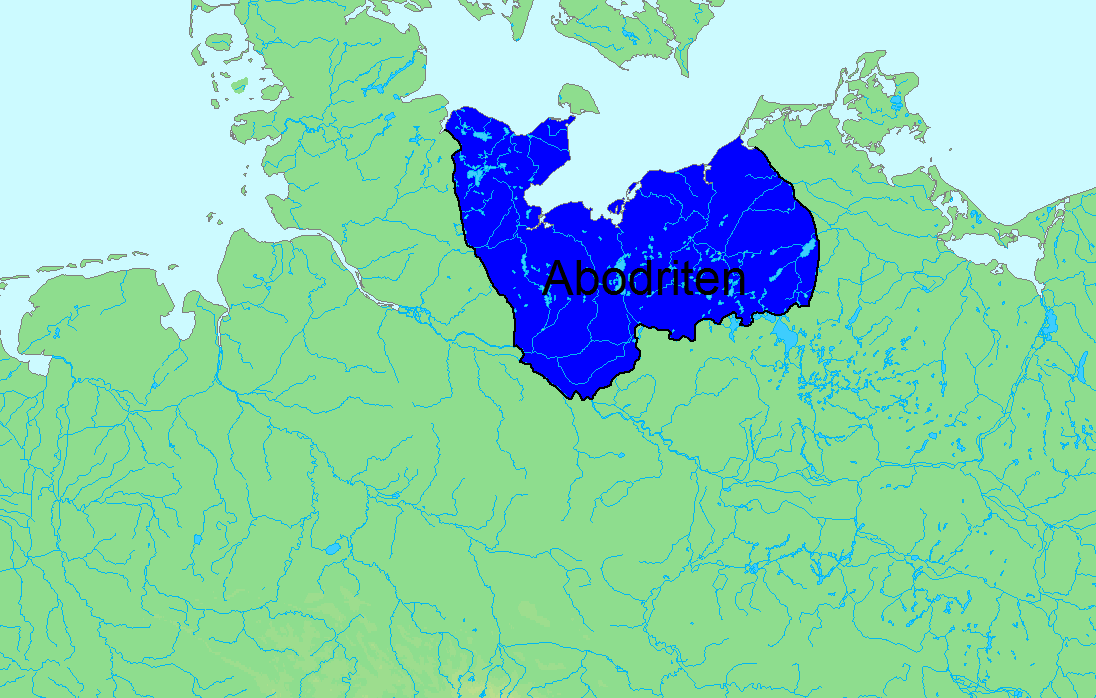
Ziemie Obodrytów

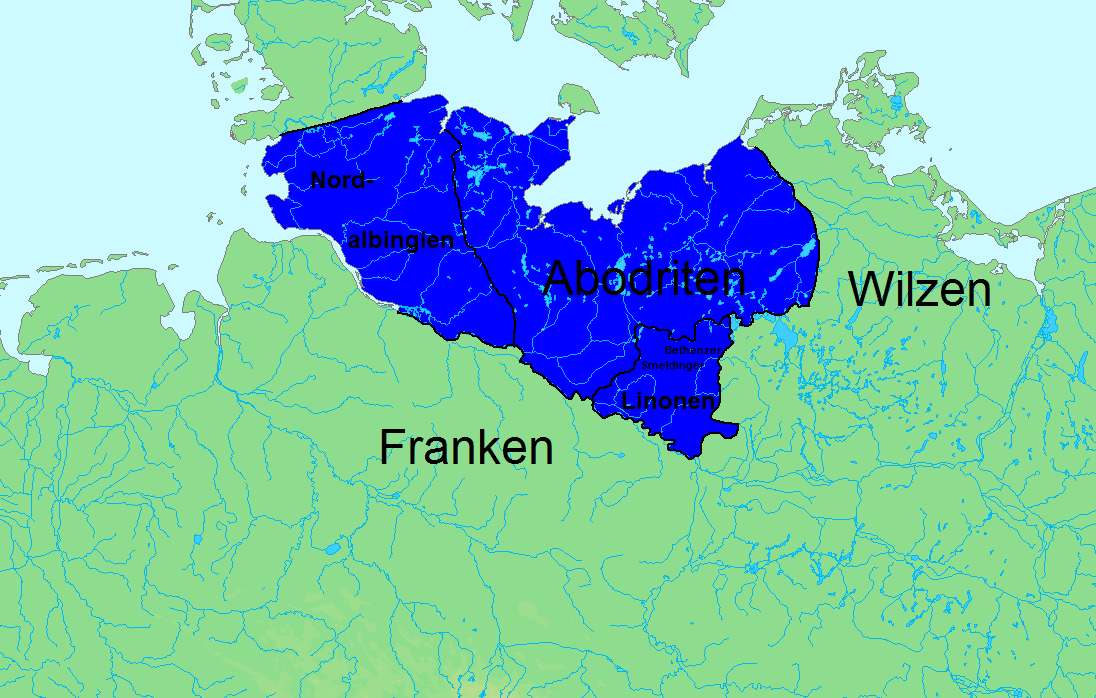
Państwo Obodrytów w czasach panowania księcia Drożka (795-809)

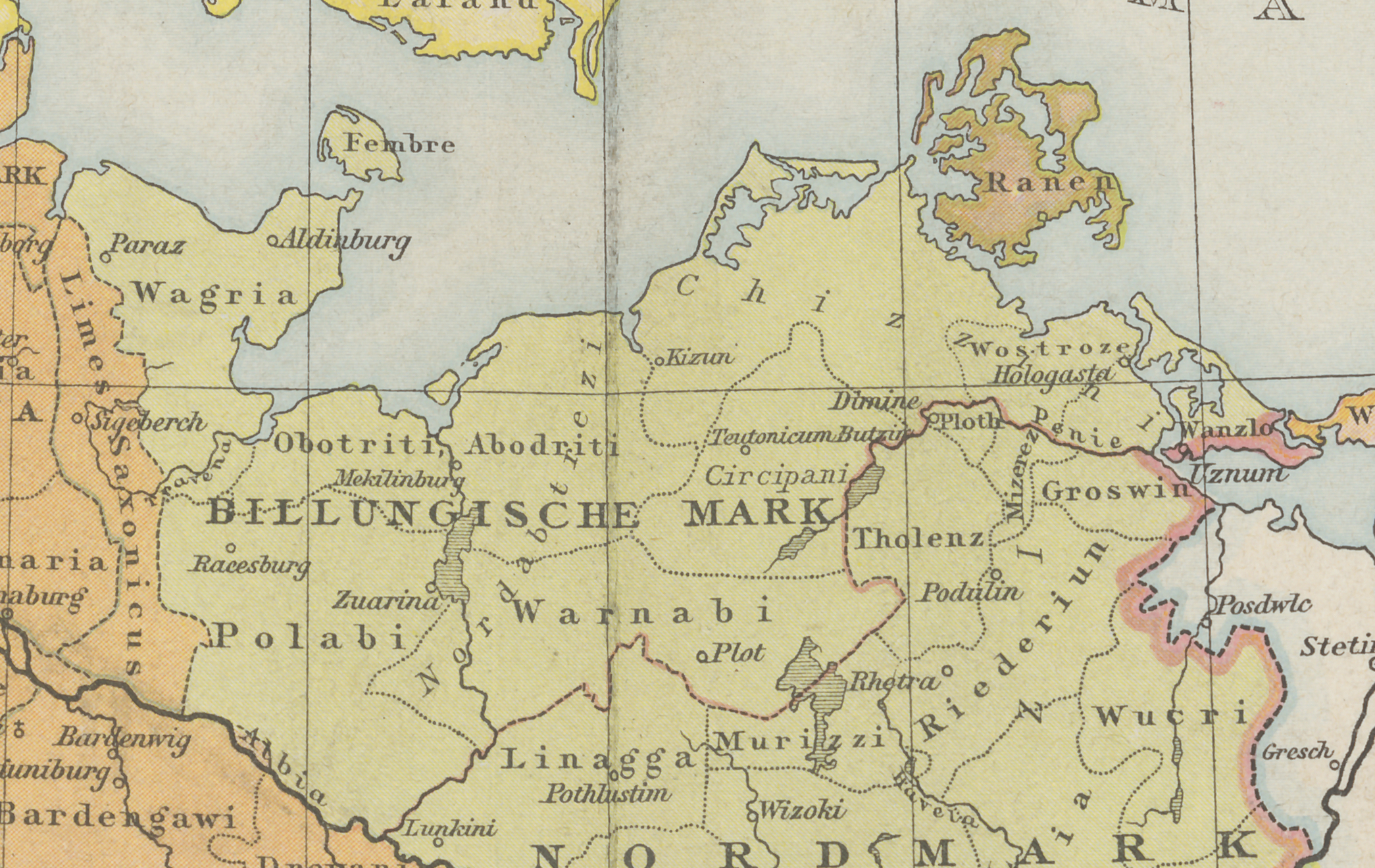
Terytorium Obodrytów ok. roku 1000 (Abodriti)

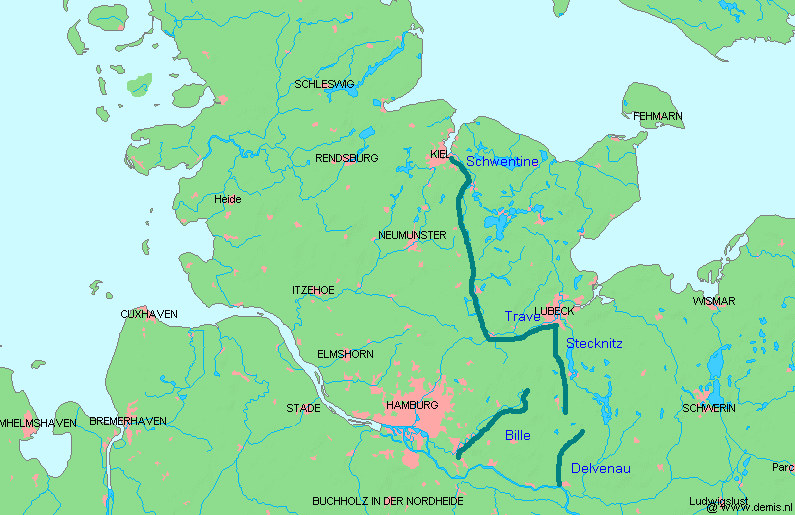
Limes Saxoniae zachodnia granica Obodrytów z Sasami przebiegająca na terenie obecnego niemieckiego landu Szlezwik-Holsztyn

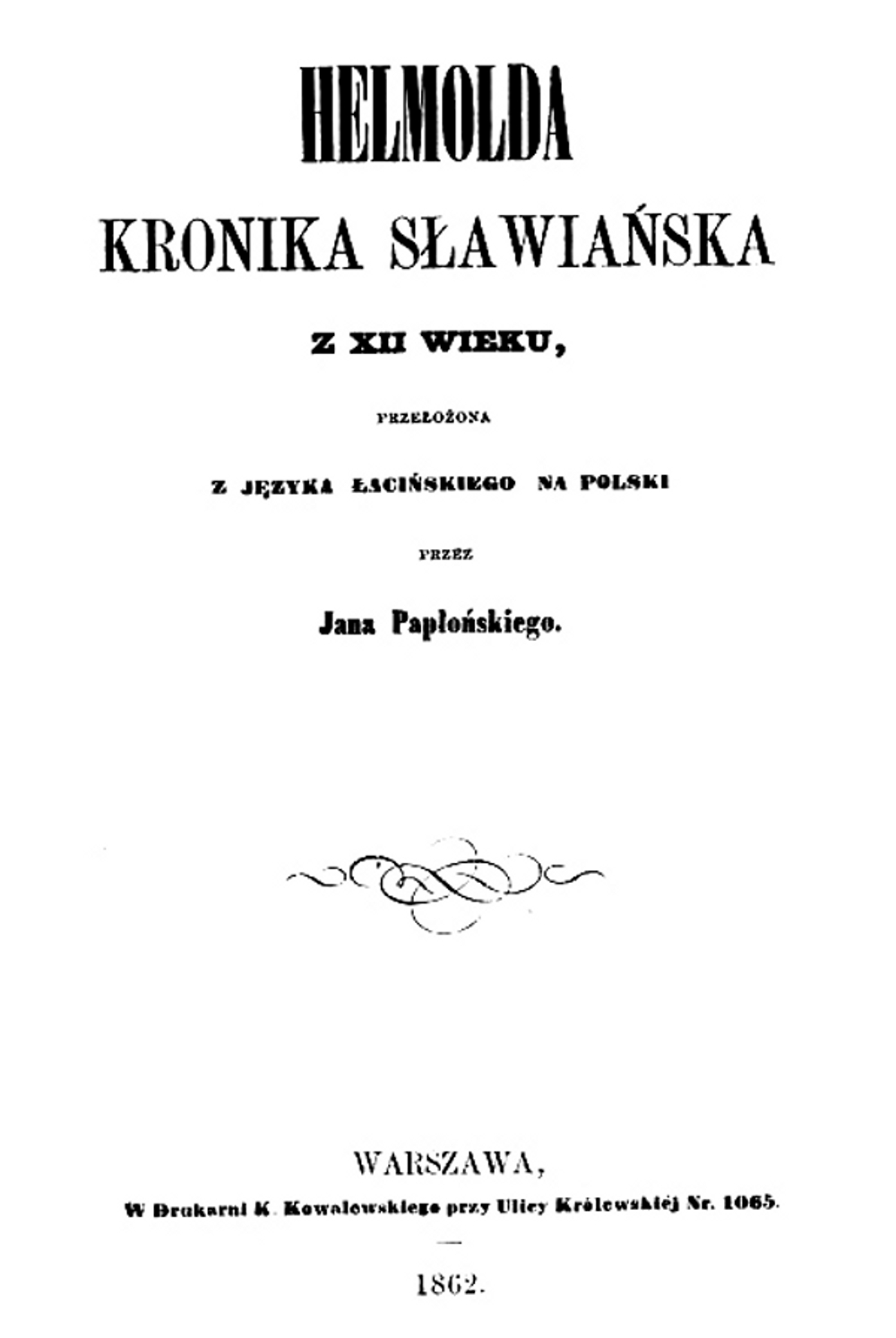
Kronika Słowian wydana po polsku w 1862 w Warszawie w tłumaczeniu Jana Papłońskiego.

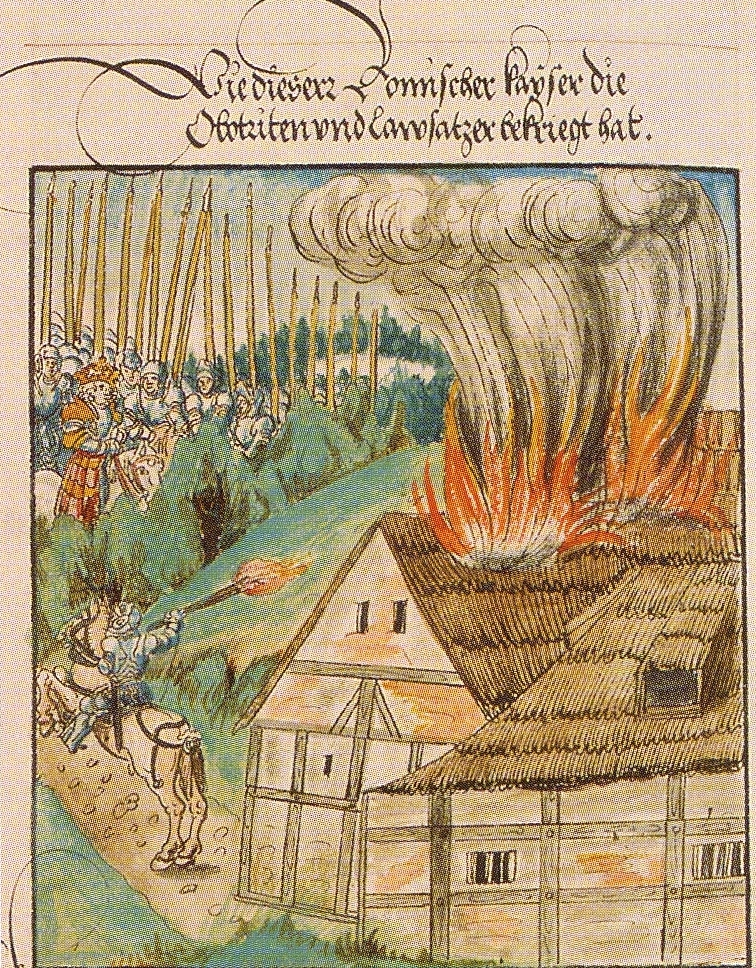
Dewastacja ziemi słowiańskiej w wyprawie Ottona III przeciw Obodrytom i Lucicom w 995, ilustr. w Chronik der Sachsen warsztatu Lucasa Cranacha

Obodryci, Obodrzycy, Obodrzyce (łac. Abodriti) – grupa plemion słowiańskich należąca do Słowian połabskich. Do grupy tej zaliczano: Obodrytów właściwych (Reregów), Połabian, Wagrów, Warnów. Mniejsze grupy Obodrytów to Glinianie, Bytyńcy, Smolińcy i Morzyczanie.
Inne spotykane nazwy grupy plemion obodryckich: Obotriti, Abitrices, Abotriti, Abotridi, Abodriti, Abdriti, Habitriti, Obriti, Abatereni, Obotriten. Geograf Bawarski podaje, że na ziemi obodryckiej znajdowały się 53 grody.
Obodryci zamieszkiwali tereny dzisiejszej Meklemburgii-Pomorza Przedniego oraz Szlezwiku-Holsztynu, landów znajdujących się obecnie w granicach Niemiec. Od zachodu poprzez Limes Saxoniae graniczyli z Sasami, od wschodu i południowego wschodu natomiast — z plemionami wieleckimi.
Obodryci uważani są często w literaturze przedmiotu za związek plemienny składający się z czterech grup (plemion), mianowicie Obodrytów właściwych mieszkających koło Mecklenburga, Wagrów zamieszkujących tereny między Trawną a morzem, Połabian nad Łabą oraz Warnów, których umiejscowienie na mapie sprawia poważny problem. Spotyka się też pogląd, że grupy te nie były plemionami, lecz grupami zamieszkującymi poszczególne grody.
W kwestii kultury uważa się, że Obodryci wspólnie z innymi ugrupowaniami połabskimi i północnopolskimi tworzyli jeden region kulturowy. Według archeologów wspólnota owa wyrażała się zarówno w budownictwie, jak i w przedmiotach codziennego użytku. Być może pod względem kulturowym nie istniała struktura limitywna – granica, za pomocą której można byłoby oddzielić Obodrytów od innych grup połabskich.

## Historia
Jako sojusznicy cesarza Karola Wielkiego Obodryci stanowili główny ﬁlar panowania Franków na terytoriach zachodnio-słowiańskich, a ich wojownicy odgrywali rolę oddziałów pomocniczych w wyprawach Karola Wielkiego. Obodryccy wojownicy walczyli wespół z Frankami przeciwko Sasom, Wieletom i Duńczykom. Pierwszym znanym nam z imienia naczelnikiem Obodrytów jest Wican (zm. 795). W źródłach określany on jest jako rex Abodritorum, princeps i dux. Pod rokiem 789 wymieniają jego imię Annales regni Francorum przy okazji zwycięskiej wyprawy Karola Wielkiego przeciwko Wieletom. Kariera Witzana skończyła się gwałtownie w 795 r., gdy został zamordowany przez Sasów.
Po śmierci Witzana w 795 r. główną rolę zaczyna odgrywać jego następca książę Drożko, który jako wierny sojusznik Karola Wielkiego zwycięsko walczył ramię w ramię z cesarskim legatem Eburisem przeciwko Sasom w 798 r., w czasie jednej z ostatnich faz trwającej 33 lata wojny frankijsko-saskiej. W jej toku Drożko zwyciężył Sasów w bitwie nad Święcianą. Zasługi Obodrytów w utrzymywaniu frankijskiego panowania zostały wynagrodzone otrzymaniem w 804 r. części leżących na północ od Łaby ziem Sasów północnych, których poprzednich mieszkańców Frankowie uprowadzili do Frankonii. Dodatkowo w tym samym roku Karol Wielki ustanowił Drożka królem Obodrytów, co stało się na zjeździe w Hollenstedt.
W 808 roku ziemie obodryckie najechali Duńczycy pod przywództwem króla Godfreda, którego od wschodu wsparli tradycyjni wrogowie Franków i Obodrytów – Wieleci. Plemiona Smolińców oraz Linonów (Glinian) odłączyły się od Związku Obodryckiego, a Drożko, mimo strat zadanych Duńczykom, musiał uciekać. Godfryd wprowadził w kraju Obodrytów własne porządki, dwie trzecie Obodrytów zostały uczynione trybutariuszami duńskiego króla, a książę obodrycki o imieniu Godelaib został z jego rozkazu powieszony. W 809 roku Drożko przeprowadził wyprawę odwetową i z siłami obodryckimi wspartymi przez kontyngenty dostarczone przez Sasów zaatakował „odwiecznych wrogów” swego ludu, Wieletów, ogniem i mieczem pustosząc ich kraj. Po wyeliminowaniu zagrożenia ze strony Wieletów obodrycki władca przystąpił do odzyskania utraconej zwierzchności politycznej. Drożkowi udało się zdobyć nawet największą civitas ludu Smolińców. Jednak w 809 lub 810 roku Drożko został zabity przez jednego z wasalów króla duńskiego Godfreda w osadzie Rerik. Zaraz potem w 810 roku nastąpiła kolejna wyprawa odwetowa Wieletów na ziemie obodryckie. Po śmierci Drożka, władcą zwierzchnim Obodrytów został Sławomir, którego w 810 roku Karol Wielki w miejscowości Fereda ustanowił królem (et ibi Wenedi venerunt, et dedit illis regem). W 819 roku Ludwik Pobożny przekazał władzę nad Obodrytami synowi Drożka Czedragowi.
Po traktacie w Verdun i podziale państwa, król Franków Ludwik Niemiecki musiał podbić uniezależnionych od siebie Obodrytów, dlatego w 844 roku przeprowadził przeciwko nim wyprawę, w trakcie której zginął ich władca – książę Gostomysł. Następnie Ludwik przekazał władzę w ręce naczelników plemiennych (duces), co spowodowało osłabienie i podział Obodrytów.
W 954 roku wybuchło powstanie antyniemieckie koalicji Obodrytów i Wieletów. Siły niemieckie wsparło słowiańskie plemię Ranów. Koalicja słowiańska poniosła decydującą klęskę nad Reknicą 16 października 955 roku. W bitwie tej zginął książę obodrycki Stoigniew. W 862 wschodniofrankijski król Ludwik wyruszył z armią przeciw Dobomysłowi, który zbuntował się przeciw Frankom. Dux obodrycki został zmuszony do posłuszeństwa i oddania Frankom swego syna wraz z innymi Obodrytami jako zakładników.
W 984 roku książę Obodrytów Mściwoj wziął udział w zjeździe w Kwedlinburgu, gdzie zebrali się niemieccy wielmoże, którzy chcieli poprzeć Henryka Kłótnika w staraniach o tron cesarski.
Okres 1018–1029 jest okresem konfliktów wewnętrznych wśród Obodrytów. Po wygnaniu księcia Mścisława oraz odepchnięciu Sasów za Łabę Wielkie Księstwo Obodrytów stało się znów pogańskie. Po zniszczeniu wszelkich śladów chrześcijaństwa rozpoczęły się wewnętrzne walki o władzę. W ciągu 10 lat do władzy kolejno dochodzi kilku książąt, z których ostatnim jest Przybygniew, zwany z niemiecka Udo. Wbrew woli swojego ludu, nawiązywał on stosunki z Sasami, ochrzcił swego syna i przyjął wiarę chrześcijańską. Nie chciał jednak przyjąć saskiej zwierzchności i jako „zły chrześcijanin” został przez Sasów zamordowany. Jego syn Gotszalk opuścił klasztor i wróciwszy do rodzinnego kraju usiłował pomścić ojca, lecz został pokonany i uwięziony. Obodryci powołali na wiecu następnego władcę Racibora, jednego z książąt plemiennych oddanych starej wierze, który zjednoczył ponownie Związek Obodrycki.
W 1147 roku rozpoczęła się krucjata połabska przeciw Obodrytom. Książę Niklot stawiał zacięty opór i udało mu się zniszczyć okręty najeźdźców. Krzyżowcy oblegli nawet Szczecin, będący grodem, który już wtedy przyjął chrzest. Nie potrafiąc pokonać Niklota, Niemcy zawarli z nim pokój oraz sojusz militarny. Sojusz ten nie zabezpieczył jednak państwa Niklota przed upadkiem.
Do spuścizny obodryckiej odwoływano się wiele lat po zaniknięciu tej grupy. Johann Heinrich Voß, niemiecki poeta i tłumacz, identyfikował się z Obodrytami i uważał się za ich potomka.